# Сафонов Володимир Олександрович
Володимир Олександрович Сафонов (рос. Владимир Александрович Сафонов, нар. 17 вересня 1950, Іваново, РРФСР — пом. 1 січня 1992, Донецьк, Україна) — радянський футболіст, нападник та півзахисник. Майстер спорту СРСР (1974).

## Життєпис
З 1968 по 1971 рік виступав за іванівський «Текстильник», за цей час у 137 матчах першості забив 23 голи, і ще 5 зустрічей провів у Кубку СРСР.
У 1972 році поповнив ряди донецького «Шахтаря», в тому сезоні став в його складі срібним призером Першої ліги. За «гірників» потім виступав до 1980 року, провівши за цей час 244 матчі і забивши 20 м'ячів у чемпіонатах і першості СРСР, зігравши 41 зустріч і забив 3 м'ячі в Кубку, і ставши у складі клубу двічі віце-чемпіоном СРСР (1975 і 1979), по одному разу бронзовим призером чемпіонату (1978), володарем (1980) та фіналістом (1978) Кубка СРСР і двічі півфіналістом Кубка (1974 і 1976). Крім того, провів 10 поєдинків у єврокубках, отримав приз найкращому дебютанту сезону в 1973 році, був з 1979 по 1981 рік капітаном команди і неодноразово включався до списків 33-ох найкращих гравців УРСР.
У 1981 році провів свій останній сезон у Вищій лізі в складі «Кубані», взяв участь у 21 матчі команди в чемпіонаті, і ще 1 поєдинок провів у Кубку СРСР.

## Досягнення
- Чемпіонат СРСР
  -  Срібний призер (2): 1975, 1979
  -  Бронзовий призер (1): 1978

- Кубок СРСР
  -  Володар (1): 1980
  -  Фіналіст (1): 1978
  - 1/2 фіналу (2): 1974, 1976

- Перша ліга СРСР
  -  Срібний призер (1): 1972 (Вихід у Вищу лігу)

- Найкращий дебютант сезону: 1973

## Характеристика
Михайло Соколовський, який грав декілька років разом з Сафоновим в «Шахтарі», відгукується про нього так:
|  | Це була не просто хороша, а чудова, віддана футболу людина. Його не дарма обрали капітаном команди, тому що він буквально спалював себе на полі, настільки віддавався грі. Сафонов володів приголомшливими фізичними даними, а його самовіддачу можна ставити в приклад. Напевно, він єдиний футболіст, який два або три сезони відіграв взагалі без замін! Я б сказав, що це був гравець, який на всі 100% підходив донецькій команді. А головне, Володимир був дуже відповідальною людиною. У кожному матчі він виявляв мужність і самовідданість. |

## Пам'ять
На згадку про Володимира Сафонова його синами Антоном та Денисом за підтримки Федерації футболу Донецька і друзями родини Сафонова проводиться щорічний дитячо-юнацький турнір з футболу.